# Elettrocomunicazione

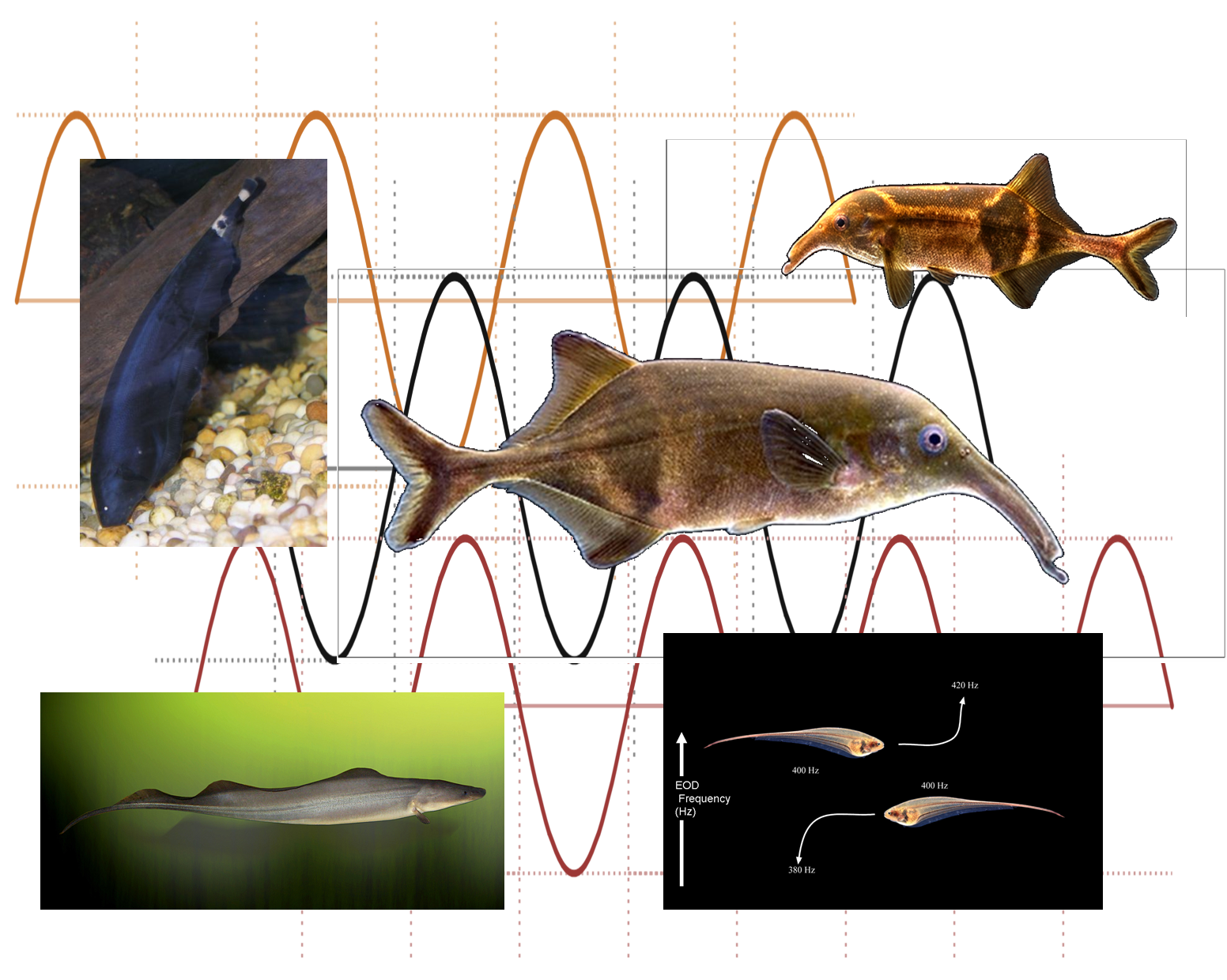
Diversi pesci debolmente elettrici.

L'elettrocomunicazione è il metodo di comunicazione utilizzato dai pesci debolmente elettrici. I pesci debolmente elettrici sono un gruppo di animali che utilizzano un canale di comunicazione che è "invisibile" alla maggior parte degli altri animali: la segnalazione elettrica. I pesci elettrici comunicano elettricamente mediante un pesce che genera un campo elettrico e un secondo individuo che riceve il campo elettrico con i suoi elettrorecettori. La parte ricevente interpreterà le frequenze del segnale, le forme d'onda e il ritardo, ecc. Le specie meglio studiate sono due lignaggi di acqua dolce: i Mormyridae africani e i Gymnotiformes sudamericani. Mentre i pesci debolmente elettrici sono l'unico gruppo che è stato identificato che effettua sia la generazione che la ricezione di campi elettrici, altre specie o generano segnali o li ricevono, ma non entrambi. Gli animali che o generano o ricevono campi elettrici si trovano solo in ambienti acquatici (o almeno umidi) a causa della grande resistenza di tutti gli altri mezzi (ad esempio l'aria). Finora, si è stabilito che la comunicazione tra pesci elettrici serve principalmente allo scopo di trasmettere informazioni in relazione a:
- riconoscimento delle specie
- corteggiamento e riconoscimento sessuale
- stato motivazionale (avvertimento di attacco o sottomissione) e
- condizioni ambientali.

## Panoramica dei pesci debolmente elettrici
I pesci elettrici sono in grado di generare campi elettrici esterni o di ricevere campi elettrici (elettroricezione). I pesci elettrici possono essere ulteriormente suddivisi in tre categorie: con scarica forte, con scarica debole e pesci che percepiscono ma non sono in grado di generare campi elettrici. I pesci fortemente elettrici generano un forte campo elettrico fino a 500 volt per scopi predatori. I pesci fortemente elettrici includono sia pesci marini che pesci d'acqua dolce (due pesci d'acqua dolce - pesce gatto africano elettrico (Malapterurus electricus) e l'anguilla elettrica neotropicale (Electrophorus electricus) e le torpedini marine (Torpedo)). I pesci debolmente elettrici generano campi elettrici principalmente per scopi di comunicazione ed elettrolocalizzazione; i pesci debolmente elettrici si trovano solo in acqua dolce e comprendono i Mormyridae e i Gymnarchus d'acqua dolce africani e i pesci spada elettrici neotropicali. Infine, i pesci che sono solo in grado di rilevare i segnali elettrici includono squali, razze, pesci gatto e parecchi altri gruppi (vedi Elettroricezione).
I pesci elettrici generano scariche da organi elettrici localizzati vicino alla regione della coda. Gli organi elettrici sono per lo più derivati da cellule muscolari (miogeniche); fa eccezione una famiglia di Gimnotiformi che ha l'organo elettrico derivato dai neuroni (organi neurogenici). Per rilevare i segnali elettrici, il pesce elettrico ha due tipi di cellule ricettive - elettrocettori ampollari e tuberosi.

## Organi elettroricettivi
Tutti gli organismi rispondono a shock elettrici sufficientemente forti, ma solo alcuni vertebrati acquatici possono rilevare e utilizzare campi elettrici deboli come quelli che si presentano naturalmente. Questi organismi acquatici sono quindi chiamati elettroricettivi. (Per esempio, gli esseri umani reagiscono a forti correnti elettriche con un senso di dolore e a volte con un miscuglio di altri sensi; tuttavia, non sono in grado di rilevare campi elettrici deboli e quindi non sono elettroricettivi.) La capacità di percepire e utilizzare i campi elettrici si è trovata quasi esclusivamente in vertebrati acquatici inferiori (pesci e alcuni anfibi). Gli animali terrestri, con pochissime eccezioni, non hanno questo canale di rilevamento elettrico a causa della bassa conduttività di aria, suolo o mezzi diversi dall'ambiente acquoso. Le eccezioni includono i monotremi australiani, cioè l'echidna, che mangia principalmente formiche e termiti, e l'ornitorinco semiacquatico, che caccia utilizzando i campi elettrici generati dalle prede invertebrate.
Per rilevare campi elettrici deboli, gli animali devono possedere elettrorecettori (organi ricettivi) che rilevano le differenze di potenziale elettrico. Per i pesci elettrici, gli organi ricettivi sono gruppi di cellule sensoriali radicate in fosse epidermiche, che sembrano piccole macchie sulla pelle. In ogni organo ricettivo, ci sono cellule sensoriali incorporate nel fondo del "pozzo" aperto che si affaccia all'esterno. Gli elettrorecettori rilevano i segnali elettrici creando una differenza di potenziale tra l'ambiente esterno e l'ambiente interno del corpo del pesce. Il flusso di corrente dovuto a tale differenza di potenziale dà come ulteriore risultato un potenziale ricettivo che è presinaptico delle fibre sensoriali. Infine, questo potenziale ricettivo porta al potenziale d'azione lanciato dalle cellule sensoriali.
I pesci elettrici trasportano una varietà di organi ricettivi sensibili che sono sintonizzati su diversi tipi e intervalli di segnali. Per classificare i tipi di elettrorecettori, il primo punto di differenziazione dovrebbe essere fatto tra organi ampollari e tuberosi, che esistono sia nei Mormiridi che nei Gimnotiformi. Questi due tipi di recettori elettrici hanno differenze anatomiche molto distinte: gli organi ampollari hanno il loro "pozzo" aperto formato in una struttura simile a un condotto e riempito di sostanza mucosa; il "pozzo" di un organo tuberoso, d'altra parte, è liberamente ripieno di cellule epiteliali. Oltre alle differenze anatomiche, questi due recettori presentano anche differenze funzionali distintive. Gli organi ampollari sono più sensibili e sintonizzati su un intervallo a bassa frequenza di 1-10 Hz, che è l'intervallo delle fonti di elettricità non elettrogeniche e biologiche. Pertanto, gli organi ampollari sono utilizzati principalmente per l'elettrolocazione passiva. D'altra parte, i tuberosi, che vengono utilizzati per l'elettrocomunicazione dai pesci debolmente elettrici, sono meno sensibili e sintonizzati su frequenze molto più alte.

### Classificazione dei due tipi di organi ricettivi[8]
| Tipo      | Struttura                                                    | Funzione                                   | Sensibilità | Dove si trova |
| --------- | ------------------------------------------------------------ | ------------------------------------------ | --- | --- |
| Ampollare | Pozzo aperto / Riempito di muco                              | Elettrolocalizzazione / Localizza le prede | 0,01 μV/cm nelle specie marine, 0,01 mV/cm in acqua dolce; sensibile ai campi CC / Basse frequenze minori di 50 Hz | Squali e razze; pesci non teleostei; certi teleostei (mormiridi, certi notopteri, gimnotiformi, pesci gatto); anfibi (eccetto rane e rospi) |
| Tuberoso  | Coperto da pelle - liberamente ripieno di cellule epiteliali | Elettrocomunicazione                       | Da 0,1 mV a 10 mV/cm / Da decine di Hz a più di 1 kHz.                                                             | Pesci mormiridi; pesci gimnotiformi |

#### Organi tuberosi
Gli organi tuberosi, il tipo di organo ricettivo utilizzato per l'elettrocomunicazione, possono essere suddivisi in due tipi, a seconda del modo in cui le informazioni sono codificate: codificatori di tempo e codificatori di ampiezza. Esistono molteplici forme di organi tuberosi in ciascun codificatore di tempo e di ampiezza, e tutte le specie di pesci debolmente elettrici possiedono almeno una forma dei due codificatori. Il codificatore temporale lancia il potenziale d'azione a blocco di fase (il che significa che la forma d'onda del potenziale d'azione è sempre la stessa) ad un tempo di ritardo fisso dopo la formazione di ciascun transitorio esterno. Pertanto, i codificatori di tempo trascurano le informazioni sulla forma d'onda e l'ampiezza, ma si concentrano sulla frequenza del segnale e lanciano i potenziali d'azione su una base 1: 1 sul transitorio esterno. I codificatori di ampiezza, al contrario, lanciano secondo l'ampiezza della scarica dell'organo elettrico (SOE). Benché entrambi i pesci del tipo a onda e del tipo a impulso abbiano codificatori di ampiezza, lanciano in modi diversi: i recettori dei pesci di tipo ondulatorio lanciano continuamente a una velocità in base alla loro ampiezza di SOE; d'altra parte, i recettori dei pesci di tipo impulsivo lanciano raffiche di picchi a ogni SOE rilevata, e il numero di picchi in ciascuna raffica è correlato all'ampiezza della SOE. Gli elettrorecettori tuberosi mostrano una curva di sintonizzazione con la soglia a forma di V (simile al sistema uditivo), il che significa che sono sintonizzati su una particolare frequenza. Questa particolare frequenza sintonizzata di solito è strettamente correlata alla propria frequenza della SOE.

### Classificazione degli organi tuberosi
| Tipo                     | Lancio secondo               | Metodo di codificazione | Si trova in                                   |
| ------------------------ | ---------------------------- | --- | --------------------------------------------- |
| Codificatore di tempo    | Frequenza della SOE ricevuta | Lancia il potenziale d'azione in un rapporto 1:1 con la SOE ricevuta                                                                                                  | Entrambi i tipi di pesci debolmente elettrici |
| Codificatore di ampiezza | Ampiezza della SOE ricevuta  | Tipo a onda: lanciano continuamente a una velocità secondo l'ampiezza della SOE / Tipo a impulso: il numero di raffiche in ogni picco dipende dall'ampiezza della SOE | Entrambi i tipi di pesci debolmente elettrici |

## Organi elettrici
I pesci debolmente elettrici generano la scarica dell'organo elettrico (SOE) con scomparti specializzati chiamati organi elettrici. Quasi tutti i pesci debolmente elettrici hanno organi elettrici derivati da cellule muscolari (miogeniche); l'unica eccezione è rappresentata dagli Apteronotidi, una famiglia dei Gimnotiformi che ha organi elettrici derivati da cellule nervose (neurogeniche). Gli elettrociti miogenici sono disposti in colonne di piccole cellule simili a dischi chiamate elettroplacche. La famiglia che fa eccezione, quella degli Apteronotidi, trasporta gli organi elettrici miogenici negli stadi larvali. Tuttavia, man mano che il pesce matura, gli organi elettrogenici derivati dal midollo spinale centrale sostituiscono gradualmente le cellule elettriche derivate dalle cellule muscolari.
La scarica di un organo elettrico inizia con il comando centrale di un pacemaker midollare che determina la frequenza e il ritmo delle SOE. Queste due caratteristiche (frequenza e ritmo) delle SOE vengono anche chiamate sequenza di intervalli di impulsi (SII). Il comando del pacemaker midollare viene quindi trasmesso dai neuroni del midollo spinale agli elettrociti che formano l'organo elettrico, che determina la forma d'onda delle SOE in base alle sue proprietà morfofisiologiche. Quando il comando del pacemaker raggiunge l'organo elettrico, apre tutti i canali del sodio, causando un flusso netto di ioni di sodio in un'unica direzione. La direzione sarà o verso o lontano dalla testa e porta la simultanea depolarizzazione di tutti gli elettroycytes sullo stesso lato della cellula. Il risultato è una polarità positiva alla testa del pesce rispetto alla coda, o viceversa: un sistema dipolare. La polarità creata dall'organo elettrico innesca quindi un campo elettrostatico nell'acqua.

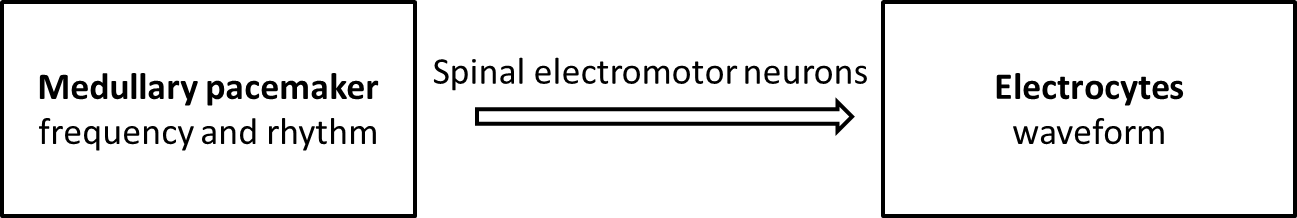
Flusso di generazione delle SOE.

Gli organi elettrici sono abbastanza diversi tra Mormiridi e Gimnotiformi e quindi saranno presentati separatamente.

### Mormiridi
Nei Mormiridi, l'organo elettrico è piuttosto piccolo e si trova solo nella regione del peduncolo caudale (la parte stretta del corpo di un pesce dove è attaccata la pinna caudale). Gli organi elettrici sono composti da elettrociti a forma di disco collegati in serie tra loro in due colonne, e ogni colonna risiede su un lato del midollo spinale. Gli elettrociti miogenici sono identici tra loro e vengono scaricati in sincronia. Il potenziale elettrico registrato da un singolo elettrocita è equivalente alla versione in miniatura di una SOE completa misurata fuori del pesce. Gli elettrociti hanno anche una struttura importante chiamata "peduncolo", che sono strutture tentacolari o tubolari che si estendono da ciascun elettrocita. Sono stati osservati diversi sistemi di elettrociti staminali, che comprendono peduncoli che penetrano negli elettrociti, innervano gli elettrociti dal lato posteriore o anteriore. Vari peduncoli provenienti da un elettrocita alla fine si fondono insieme per formare un grande peduncolo che riceve l'innervazione dai neuroni spinali-elettromotori. Diverse strutture morfologiche dei sistemi dei peduncoli / elettrociti provocano differenze nel flusso di corrente elettrica, che portano ulteriormente a varie forme d'onda.

### Gimnotiformi
Nei Gimnotiformi, gli elettrociti differiscono tra pesci elettrici di tipo ondulatorio e di tipo pulsato. Nei pesci di tipo ondulatorio, gli elettrociti sono in forma tubolare. Nei pesci a impulso gli elettrociti tendono ad essere dischi appiattiti. Anche gli elettrociti formano delle colonne, ma a differenza delle dimensioni più corte dell'organo elettrico nei Mormiridi, i Gimnotiformi hanno lunghi organi elettrici che si estendono per quasi tutta la lunghezza del corpo longitudinale. Diversamente anche dal sistema dei peduncoli nei Mormiridi, i peduncoli nei Gimnotiformi fanno solo un tipo di innervazione sul lato posteriore dell'elettrocita. I Gimnotiformi di tipo impulsivo generalmente mostrano una complessità superiore rispetto ai pesci di tipo ondulatorio. Ad esempio, i loro elettrociti possono essere cilindrici o a forma di tamburo con peundoli innervati dal lato posteriore o anteriore. Un'altra differenza importante è che, a differenza dei Mormiridi o dei Gimnotiformi di tipo ondulatorio, gli elettrociti dei ginnasta gimnotiformi di tipo ondulatorio non sono omogenei lungo il lungo organo elettrico che attraversa il corpo del pesce. Diverse parti degli organi elettrici di alcuni Gimnotiformi sono innervate in modo diverso o possono avere differenti proprietà di attivazione cellulare.
Gli Apteronotidi, componenti dei Gimnotiformi di tipo ondulatorio, sono diversi da tutti gli altri pesci elettrici poiché sono l'unica famiglia che possiede elettrociti neurogenici. L'organo elettrico degli Apteronotidi è derivato dai neuroni; più specificamente, sono formati dagli assoni dei neuroni del midollo spinale. Tale struttura elimina un vuoto sinaptico tra il neurone elettromotorio spinale e gli elettrociti miogenici, che potrebbero contribuire alla più alta frequenza della SOE degli Apteronotidi (> 2000 Hz) tra i pesci elettrici.

## Segnali

### Tipi di segnali
Esistono due tipi di segnali generati dai pesci elettrici: a impulsi e a onda. Una SOE a impulsi è caratterizzata da un impulso SOE discreto separato da intervalli silenziosi relativamente lunghi, molto più lunghi delle scariche; al contrario, una SOE a onda ha il suo periodo di lancio e il suo periodo di silenzio approssimativamente uguale in lunghezza, e quindi si forma un segnale continuo con forma d'onda quasi sinusoidale. Tra i Mormiridi e i Gimnotiformi, sia i pesci di tipo impulsivo che quelli di tipo ondulatorio presentano caratteristiche coerenti all'interno dei vari gruppi.

### Proprietà fisiche dei segnali

#### Campo elettrico

Campo elettrico costituito da un sistema dipolare di cariche. I pesci elettrici generano un campo elettrico allo stesso modo.

I pesci elettrici generano un campo elettrostatico a forma di dipolo, con linee di campo che descrivono un arco curvo dal polo positivo a quello negativo. I segnali di campo elettrico differiscono da altri modi di comunicazione come quello sonoro o o quello ottico, che usano segnali che si propagano come onde. Mentre le onde sonore per la comunicazione acustica o le onde luminose (onde elettromagnetiche) per le comunicazioni visive si propagano tutte, i segnali elettrici non lo fanno (sono diversi dalle onde elettromagnetiche). Come campo elettrico, l'ampiezza del segnale diminuisce in base alla legge dell'inverso del quadrato, il che rende l'invio e la formazione del segnale un processo ad alti costi di energia. I pesci elettrici abbinano l'impedenza del loro organo elettrico alla conduttività dell'acqua per raggiungere il minimo di energia persa, e il risultato finale sono i segnali elettrici che viaggiano al massimo per pochi metri. Sebbene i pesci elettrici siano limitati a un breve raggio di comunicazione, i segnali rimangono incorrotti dall'eco e dal riverbero, che influisce sul suono e sulla luce. Il deterioramento delle onde include riflessione, rifrazione, assorbimento, interferenza e così via. Di conseguenza, le caratteristiche temporali, che sono molto importanti per i segnali dei pesci elettrici, rimangono costanti durante la trasmissione.

#### Spazio attivo
Quando si trasmettono segnali elettrici in ambiente acquatico, la natura fisica e chimica dell'ambiente circostante può fare grandi differenze nella trasmissione del segnale. I fattori ambientali che potrebbero imporre influenze includono concentrazione di soluto, temperatura e rumore elettrico di fondo (fulmini o strutture artificiali), ecc. Per comprendere l'efficacia della trasmissione del segnale elettrico, è necessario definire il termine "spazio attivo": l'area / volume entro il quale un segnale può suscitare risposte da altri organismi. Lo spazio attivo di un pesce elettrico ha normalmente una forma ellissoidale a causa della disposizione dei dipoli formati dai suoi organi elettrici. Mentre sia la comunicazione elettrica che l'elettrolocalozzazione si basano su segnali generati da organi elettrici, l'elettrocomunicazione ha uno spazio attivo dieci volte maggiore dell'elettrolocalizzazione a causa dell'estrema sensibilità dei recettori tuberosi dell'elettrocomunicazione.
Uno dei maggiori fattori che influenzano le dimensioni dello spazio attivo sarà la conduttanza dell'acquamediata dalla concentrazione del soluto nell'acqua. È stato dimostrato che i Momiridi hanno adattato il loro ambiente attiva ottimale in habitat a bassa conduttività. Un fenomeno naturale che supporta tale teoria è che molte specie depongono le uova durante il periodo in cui fiumi / laghi hanno la conduttività più bassa a causa delle forti piogge. Avere uno spazio attivo più grande in acqua con bassa conduttività favorirà pertanto l'accoppiamento e il corteggiamento. Un'altra spiegazione testata da Kim e Moller è che, avendo uno spazio attivo più piccolo durante la stagione secca in cui l'accoppiamento non avviene, si assiste ad una spaziatura sociale affollata senza trasmissione del segnale non necessaria tra gli individui.

#### Frequenza e forma d'onda
I pesci elettrici comunicano con segnali elettrici che possiedono due qualità principali: frequenza e forma d'onda. L'informazione in forma d'onda è incorporata nella scarica dell'organo elettrico (SOE), che è determinata e fissata dall'anatomia e dalla fisiologia dell'organo elettrico stesso. La forma d'onda della SOE, in alcune specie, cambia con le fasi dello sviluppo. La frequenza delle SOE e la durata dell'intervallo tra di loro sono chiamate sequenza di intervalli di impulso (SII), che sono controllati dal comando interneuroni nel mesencefalo e nel midollo allungato, come affermato sotto organi elettrici. L'alterazione nella SII produce segnali sociali molto diversi tra i pesci elettrici durante l'accoppiamento, l'avvertimento o l'identificazione. Queste due proprietà (forma d'onda/SOE e frequenza/SII) sono utilizzate sia dai pesci di tipo ondulatorio che di tipo impulsivo per il riconoscimento e la comunicazione.

### Frequenza della SOE
La frequenza è il numero di occorrenze di un evento ricorrente per l'unità di tempo. Qui, la frequenza della SOE si riferisce alla frequenza di emissione di un pesce elettrico. I pesci di tipo ondulatorio effettuano il riconoscimento delle specie mediando le loro frequenze SOE, che includono le loro frequenze di emissione di base e la modulazione delle frequenze che si traduce in ascese, cadute, gorgheggi e cessazioni delle frequenze SOE. Ad esempio, alcune specie dei Gimnotiformi usano "stridii" (chirps), un improvviso aumento di frequenza, durante il corteggiamento.

### Forma d'onda della SOE

Diverse rappresentazioni di forme d'onda.

La forma d'onda è la foggia e la forma di un'onda. Ogni specie di pesce elettrico ha la sua forma d'onda della SOE distinta. I pesci di tipo impulsivo eseguono il riconoscimento delle specie prestando attenzione alle differenze della forma d'onda SOE, che includono proprietà come: durata della SOE, numero di fasi e forma delle fasi. Nel frattempo, alcune proprietà indirette nascoste nella forma d'onda vengono utilizzate anche dai pesci di tipo impulsivo: gradiente di ampiezza, rapporti di durata delle fasi e ordine e segni delle fasi.

### Differenze e cambiamenti nei segnali
I pesci elettrici posseggono normalmente una frequenza e una forma d'onda di base dei loro segnali; l'alterazione di entrambe le qualità avviene di continuo, tra diverse specie, sessi, fasi di sviluppo e stati di dominanza. Mentre diverse alterazioni si verificano per segnalare le generazioni in base alle identità dei pesci, il livello e i tipi di alterazione sono limitati dal sistema sensoriale dei pesci stessi, che è condizionato per percepire i segnali che hanno frequenza simile alla frequenza delle proprie scariche.

#### Segnali e sesso
Quando i pesci elettrici maturano, alcuni taxa sviluppano differenze nella SOE tra maschi e femmine (cioè, dimorfismo sessuale). In genere, i pesci elettrici maschi hanno una frequenza SOE inferiore e una durata SOE maggiore rispetto alle femmine; tra i maschi, il pesce dominante e più grande in genere possiede la frequenza più bassa. Ad esempio, le misurazioni effettuate sullo Sternopygus marucus hanno mostrato che i maschi di solito generano SOE a circa 80 Hz, mentre le femmine generano SOE a circa 150 Hz. Tali differenze nella SOE tra i sessi possono essere ricondotte ai cambiamenti nel potenziale d'azione degli elettrociti. Man mano che il pesce elettrico matura dallo stadio giovanile, i pesci maschi diventano più grandi con code più lunghe e più spesse, che potrebbero comportare organi elettrici più grandi che generano SOE di frequenza più bassa. Uno dei fattori fisiologici che hanno dimostrato di contribuire al dimorfismo sessuale delle SOE è il livello dell'ormone teleosteico, l'androgeno 11-ketotestosterone (11-KT) e l'estrogeno. Gli esperimenti hanno dimostrato che iniettando 11-KT in pesci elettrici femmine, non solo le loro forme d'onda SOE e le loro frequenze si avvicinavano a quelle dei maschi, ma anche i loro elettrorecettori tuberosi venivano modificati per essere in grado di rilevare i segnali secondo le proprietà delle SOE appena trasformate. Tuttavia, quando veniva applicato l'estrogeno, le SOE del pesce elettrico maschio gradualmente si avvicinavano alle SOE femminili.
Il dimorfismo sessuale nelle forme d'onda e nelle frequenze SOE impone anche un'influenza sulle dimensioni dello spazio attivo. Usando lo Sternopygus marucus come esempio, i maschi emettono frequenze quasi la metà di quelle delle femmine (80 Hz cf. 150 Hz). Tuttavia, poiché la maggior parte degli elettrorecettori sono sintonizzati per segnalare frequenze più vicine alla frequenza propria dei riceventi, la differenza nella frequenza SOE si traduce in una diversa capacità dei pesci elettrici di percepire i segnali di entrambi i sessi, che porta ulteriormente a dimensioni di spazio attivo differenti. Come misurato nello Sternopygus marucus da Hagedorn, il pesce maschio può rilevare le femmine solo in un intervallo di 6 cm, mentre il pesce femmina può rilevare un pesce maschio in un intervallo molto più ampio di 39 cm. Si ipotizza che questa differenza di dimensioni dello spazio attivo dia una migliore probabilità alle femmine di avvicinarsi ai potenziali compagni e selezionare un individuo con cui accoppiarsi.

#### Segnali e fasi di sviluppo
Gli studi condotti sia sui Gimnotiformi che sui Mormiridi hanno dimostrato che ci sono specie in entrambi i gruppi che hanno cambiamenti significativi delle SOE dalle larve agli adulti. Le larve gimnotiformi hanno tutte SOE che sono semplici, monofasicamente simili a una singola funzione del coseno del periodo e formate con uno spettro molto ampio a una gamma di frequenze più basse. Si osserva che, man mano che le larve maturano, lo spettro di frequenza diminuisce, la forma d'onda della scarica diventa più acuta e forme d'onda più complesse che possono essere costituite da più fasi sostituiscono gradualmente la semplice SOE larvale.
Per i pesci miogenici, questo cambiamento nella forma d'onda del segnale si verifica con gli elettrociti larvali iniziali che "si fondono" insieme formando nuovi elettrociti con forme diverse, insieme alla ridistribuzione dei canali con le porte ioniche, alla formazione di nuove strutture extracellulari sugli elettrociti, ecc. Alcuni pesci a impulso sviluppano anche organi elettrici accessori localizzati su altre parti del corpo; questi organi elettrici supplementari svolgono inoltre un ruolo nell'aggiungere fasi alle SOE. Per gli unici pesci neurogenici conosciuti finora, gli Apteronotidi, i cambiamenti delle SOE durante il processo di sviluppo sembravano essere più drammatici di quelli dei pesci miogenici, il che potrebbe indicare che gli elettrociti neurogenici sono più facilmente soggetti a modifiche. Simili ai pesci miogenici, gli Apteronotidi hanno il loro organo elettrico formato da miociti. Mentre gli Apteronotidi maturano, i nuovi elettrociti neurogenici derivati dai motoneuroni spinali sostituiscono gli elettrociti miogenici.
Ci sono state due ipotesi proposte per il motivo per cui i segnali elettrici si modificavano durante le fasi di sviluppo dei pesci. In primo luogo, come affermato sopra, gli elettrorecettori dei pesci sono solitamente sintonizzati su un intervallo specifico di frequenze. Pertanto, per rendere efficace la comunicazione, è necessario che i pesci elettrici restringano l'ampio spettro di frequenze della SOE larvale. In secondo luogo, è noto che gli elettrorecettori dei pesci gatto, dei gimnotiformi e della maggior parte dei pesci pre-teleostei sono sintonizzati su frequenze più basse. Pertanto, mantenere la bassa frequenza della SOE larvale aumenterà il rischio di essere rilevati dai predatori.

#### Segnali e stato di dominanza
Le misurazioni hanno dimostrato che in genere il pesce elettrico maschile che domina di solito ha una frequenza SOE più bassa e una durata SOE più lunga. Un esperimento ha dimostrato che, quando due maschi sono posti nella stessa vasca dei pesci, entrambi i pesci aumentano la loro SOE nel primo breve periodo di tempo. Tuttavia, dopo aver lasciato i pesci in un periodo buio (imitando la notte), il maschio con un'ampiezza SOE più alta, che di solito è anche il maschio con una corporatura più grande, aumenterà ulteriormente la sua SOE; al contrario, il maschio con dimensioni corporee più piccole / SOE più piccoli non aumenta la sua SOE.

### Segnali speciali
Nella comunicazione elettrica, ci sono alcuni tipi distinti di segnali che servono a scopi speciali come il corteggiamento o l'aggressione. Esempi di queste SOE speciali includono: "raspamenti" (rasps), "stridii" (chirps) e "accelerazione uniforme" (smooth acceleration). Il raspamento è una raffica di impulsi a una frequenza relativamente costante eseguita da alcune specie durante il corteggiamento. Lo stridio è un rapido aumento o diminuzione della frequenza. L'accelerazione uniforme è un periodo da decine a centinaia di millisecondi che la velocità delle SOE aumenta ma in modo uniforme. A causa della legge di conservazione dell'energia, l'ampiezza della SOE potrebbe diminuire di alcuni punti percentuali, ma i cambiamenti complessivi nella forma d'onda e nell'ampiezza sono piccoli. I Gimnotiformi maschi emettono questi segnali accelerati durante l'aggressione e il corteggiamento. Nei pesci studiati, se il corteggiamento va bene e conduce alla deposizione delle uova, il pesce elettrico maschio inizia a usare un altro tipo speciale di SOE: lo stridio. Anche lo stridio dura da decine a centinaia di millisecondi; tuttavia, l'aumento della frequenza è così alto che gli elettrociti non possono riprendersi abbastanza presto, e quindi, gli stridii hanno un'ampiezza molto piccola e una forma d'onda deviata rispetto alla forma d'onda originale.